# Sutton (Massachusetts)
Sutton és una població dels Estats Units a l'estat de Massachusetts. Segons el cens del 2000 tenia 8.250 habitants.

## Demografia
Segons el cens del 2000, Sutton tenia 8.250 habitants, 2.811 habitatges, i 2.282 famílies. La densitat de població era de 98,4 habitants/km².
Dels 2.811 habitatges en un 42,3% hi vivien nens de menys de 18 anys, en un 71,3% hi vivien parelles casades, en un 6,8% dones solteres, i en un 18,8% no eren unitats familiars. En el 15% dels habitatges hi vivien persones soles el 6,2% de les quals corresponia a persones de 65 anys o més que vivien soles. El nombre mitjà de persones vivint en cada habitatge era de 2,93 i el nombre mitjà de persones que vivien en cada família era de 3,27.
Per edats la població es repartia de la següent manera: un 29,4% tenia menys de 18 anys, un 5,6% entre 18 i 24, un 31,5% entre 25 i 44, un 25,4% de 45 a 60 i un 8,1% 65 anys o més.
L'edat mediana era de 36 anys. Per cada 100 dones de 18 o més anys hi havia 97,1 homes.
La renda mediana per habitatge era de 75.141 $ i la renda mediana per família de 81.000$. Els homes tenien una renda mediana de 53.482 $ mentre que les dones 37.463$. La renda per capita de la població era de 27.490$. Entorn del 3,4% de les famílies i el 4,4% de la població estaven per davall del llindar de pobresa.